# Илкай Гюндоган
Илкай Гюндоган (на турски: İlkay Gündoğan, произношението е по-близо до Гюндоа̀н) е германски професионален футболист от турски произход, който играе като полузащитник за клуба Манчестър Сити.
Гюндоган се присъединява към ФК Нюрнберг през 2009 г. Той подписва с Борусия Дортмунд през 2011 г., като печели Бундеслигата и Купата на Германия в първия си сезон. През 2013 г. той помага на Дортмунд да достигне първия си финал в Шампионската лига на УЕФА от 1997 г. насам. След като изиграва 157 мача и отбелязва 15 гола за клуба, Гюндоган подписва с Манчестър Сити през 2016 г., където печели пет титли от Висшата лига, четири пъти Купата на лигата, два пъти Купата на Англия и Шампионска лига на УЕФА през 2023 г. като част от континентален требъл.
Гюндоган прави своя старши дебют за Германия през 2011 г., след като преди това играе с отборите под 18, под 19, под 20 и под 21 години. Той е избран в съставите на Германия за Европейското първенство през 2012 г., Световното първенство през 2018 г., Европейското първенство през 2020 г. и Световното първенство по футбол през 2022 г.

## Ранен живот
Гюндоган е роден в Гелзенкирхен, Северен Рейн-Вестфалия в семейство на турски родители. Неговият дядо от страна на баща му е бил гастарбайтер, който се е преместил от Балъкесир, Турция, в региона Рур в Германия, за да работи като миньор. Междувременно съпругата му остава в Турция с децата им, където растат и ходят на училище.

## Клубна кариера

### Ранна кариера
След като е израснал в Гелзенкирхен, Гюндоган е свързан като момче с Шалке 04, с който има кратък период като осемгодишен, преди да бъде принуден да си вземе почивка от спорта напълно поради проблеми с растежа. Впоследствие той признава, че това е едно от най-лошите разочарования в живота му, което го кара да отхвърли Шалке, когато клубът му предлага да подпише отново, когато е на 13 години, страхувайки се, че ще бъде по някакъв начин разочарован отново.
Гюндоган в крайна сметка преминава през младежката академия на Бохум. През 2008 г. той започва да играе за резервния отбор на клуба, преди да подпише с клуба от 2. Бундеслига ФК Нюрнберг през 2009 г. В четвъртия си мач от Бундеслигата, на 19 септември 2009 г., като гост срещу Байерн Мюнхен, той прави първата си асистенция. Първият гол за Нюрнберг идва на 20 февруари 2010 г. в домакински мач срещу Байерн Мюнхен.

### Борусия Дортмунд

#### 2011–2013: Вътрешен дубъл и финал на Шампионската лига на УЕФА
На 5 май 2011 г. Гюндоган подписва четиригодишен договор с друг клуб от Бундеслигата, Борусия Дортмунд. Той дебютира на 23 юли в мач за Суперкупата срещу Шалке. След равенство 0-0 в Arena AufSchalke, той вкарва първия опит на Дортмунд в дузпите, които те губят с 4-3. На 17 декември той вкарва първия си гол за Дортмунд при победата с 4-1 като гост на Фрайбург. Той играе веднъж за резервите на клуба на 22 февруари 2012 г., като е заменен на полувремето от Рико Бенатели при победа с 2-1 над Kайзерслаутерн II на стадион Rote Erde. На 20 март Гюндоган отбелязва гол в 120-ата минута, с който Дортмунд побеждава Гройтер Фюрт и стига до финала на Купата на Германия за 2012 г. Той изиграва целия финал на 12 май, победа с 5-2 над Байерн Мюнхен, която дава на Дортмунд първия им домашен дубъл.
През сезон 2012–13 Гюндоган е една от централните фигури на Борусия Дортмунд, когато те достигат финала на Шампионската лига на УЕФА през 2013 г. Той е похвален за играта си в двата полуфинални мача срещу Реал Мадрид. На 25 май 2013 г. той вкарва изравнителния гол от дузпа в 69-ата минута, за да поддържа надеждите на Дортмунд живи срещу Байерн Мюнхен във финала на Шампионската лига, игран на стадион Уембли в Лондон. Това е първата му дузпа в редовното време в мач за Дортмунд. Байерн Мюнхен печели с 2–1.

#### 2013–2016: Удължаване на договора и финал за Купата на Германия
Гюндоган отбелязва гол в мач за Суперкупата на Германия през 2013 г. на 27 юли, когато Дортмунд печели с 4-2 срещу съперника си Байерн Мюнхен. През август контузия на гърба, получена по време на национално задължение, го изключва от игра за цяла година. Гюндоган подписва нов договор с Дортмунд през април 2014 г., който го задържа в клуба до 2016 г.
Гюндоган отбелязва при победата с дузпи над Байерн Мюнхен на 28 април 2015 г., която праща Дортмунд на финала за Купата на Германия през 2015 г. Два дни по-късно е обявено, че той и Дортмунд няма да подновят договора си след изтичането му на 30 юни 2015 г. Въпреки това, на 1 юли 2015 г. Гюндоган подписва удължаване на договора, който го задържа в Дортмунд до юни 2017 г.

### Манчестър Сити

#### 2016-2017: Първи сезон и дълготрайна контузия
На 2 юни 2016 г. Гюндоган подписва с клуба от Висшата лига Манчестър Сити четиригодишен договор за приблизителна трансферна сума от £20 милиона. Той е първото подписване на клуба при бившия мениджър на Байерн Мюнхен Пеп Гуардиола. Гюндоган дебютира на 14 септември, като играе за първи път от четири месеца в мач от груповата фаза на Шампионската лига на УЕФА 2016-17 у дома срещу Борусия Мьонхенгладбах. Сити печели с 4–0; Гюндоган печели дузпа, която е реализирана от Серхио Агуеро. Три дни по-късно Гюндоган започва в състава и отбелязва с нисък удар с десния крак срещу Борнемут при домакинска победа с 4-0. Той отбелязва дузпа и подава за гол на Агуеро срещу Уест Бромич Албиън при победа с 4-0 на Хоторнс на 29 октомври 2016 г. Той продължава своята серия от форма, като отбелязва два пъти срещу Барселона при победа с 3-1 у дома в груповата фаза на Шампионската лига.
На 14 декември, в мач от сезон 2016-17 във Висшата лига срещу Уотфорд, Гюндоган е заменен в 44-тата минута с увреждане на връзките на коляното. Гуардиола заявява, че играчът ще отсъства контузен за „няколко месеца“. По-късно е потвърдено, че Гюндоган е скъсал кръстната си връзка на дясното коляно и ще пропусне остатъка от сезона.

#### 2017–2022: Последователни титли във Висшата лига
На 16 септември 2017 г. Гюндоган се появява за първи път в игра за Манчестър Сити от девет месеца, влизайки като резерва в победата на отбора с 6–0 във Висшата лига от сезон 2017–18 срещу Уотфорд. Три месеца по-късно той отбелязва първия си гол за сезона с глава, асистиран от Лерой Сане, гол, който дава преднина на Сити при победата им с 4-1 срещу Тотнъм Хотспър. На 13 февруари 2018 г. той вкарва дузпа, с по един гол във всяко полувреме, като Сити печели с 4-0 срещу ФК Базел в мач като гост на техния осминафинален двубой в Шампионската лига през сезон 2017-18. На 4 март той поставя два рекорда за подавания във Висшата лига при домакинска победа с 1–0 над Челси: един за най-много опити за пасове (174) и един за най-много изпълнени пасове (167) в един мач. Предишният притежател на двата рекорда е неговият бивш съотборник в Сити Яя Туре, който завършва 157 подавания от 168 опита срещу Стоук Сити през декември 2011 г.
През август 2019 г. Гюндоган подписва четиригодишно удължаване на договора със Сити.
На 21 септември 2020 г. той дава положителна проба за COVID-19, което налага да се самоизолира за десет дни. Това е обявено в същия ден, когато трябва да се играе първият мач на Манчестър Сити за сезона срещу Уулвърхемптън Уондърърс. След като се възстановява, той се завръща в отбора и вкарва първия си гол във Висшата лига за сезона на 15 декември в домакинското равенство 1–1 срещу Уест Бромич Албиън.
На 7 февруари 2021 г. Гюндоган вкарва два гола при победа с 4–1 като гост над Ливърпул, подпечатвайки първата победа на Сити на Анфийлд от 2003 г. На 12 февруари той получава наградата Играч на месеца във Висшата лига за представянето си през януари. На 12 март 2021 г. той получава наградата Играч на месеца във Висшата лига за втори пореден месец с четири гола и една асистенция в пет мача. По този начин той става първият играч на Манчестър Сити, който печели последователни награди за клуба. Той е най-добрият голмайстор на Сити за сезона в лигата с 13 гола. На 22 май 2022 г. той вкарва два гола при домакинската победа с 3–2 срещу Астън Вила в последния ден на Висшата лига през сезон 2021–22, резултат, който печели титлата във Висшата лига за клуба.

#### 2022–2023: Капитан, спечелил требъл и последен сезон
На 14 август 2022 г. Гюндоган е избран от своите съотборници за капитан на клуба, заменяйки напускащия Фернандиньо. На 6 май 2023 г. той вкарва и двата гола при победа с 2–1 над Лийдс Юнайтед, което осигурява 10-та поредна победа в лигата на неговия клуб по време на сезон 2022–23 във Висшата лига. На 14 май Гюндоган вкарва два пъти срещу Евертън, като единият от головете му е умен удар, а другият е добре изпълнен свободен удар. Гуардиола коментира, че играчът е показал „отново и отново своето качество и значение“. Такива изпълнения допринасят значително за крайната победа на Манчестър Сити във Висшата лига през сезон 2022–23.
На 3 юни 2023 г. Гюндоган вкарва най-бързия гол в историята на финалите за Купата на Англия, с воле от далечно разстояние в рамките на 12 секунди от финала през 2023 г. срещу Манчестър Юнайтед. Мачът завършва с победа 2-1 за Сити, като Гюндоган вкарва втория гол с второ воле. Благодарение на представянето си в мача, той е похвален като „великолепен“ от журналиста Фил Макнълти и е избран за играч на мача от читателите на BBC Sport.
На 10 юни той печели първата си титла в Шампионската лига, след победа с 1:0 над Интер на финала, за да се превърне в първият капитан на клуба, който вдига европейския трофей. На 26 юни Сити обявяват напускането на Гюндоган след седем години прекарани в клуба.

### Барселона
На 26 юни 2023 г. Гюндоган подписва с клуба от Ла Лига ФК Барселона двугодишен договор със свободен трансфер. Той отбелязва първия си гол за Барселона на 28 октомври в шестата минута срещу Реал Мадрид, което дава преднина на отбора му в Ел Класико. Въпреки това, отборът в крайна сметка допуска две попадения на Джуд Белингам, което довежда до домакинска загуба с 1:2. Така той става вторият най-възрастен играч, вкарал гол за клуба в този мач, на възраст 33 години и 4 дни, само след Серхио Агуеро.

## Международна кариера
След години на игра за различни младежки отбори, Гюндоган получава първата си повиквателна за старши отбора на Германия през август 2011 г. за приятелски мач срещу Бразилия, но не участва в играта. На 11 октомври той дебютира за Германия, след като влиза като резерва на капитана Филип Лам за последните шест минути от победата с 3-1 срещу Белгия в квалификационен мач за Eвро 2012 в Esprit Arena в Дюселдорф.
През май 2012 г. той е избран в немския отбор за Евро 2012. Германия достига до полуфиналите, въпреки че Гюндоган не играе. На 26 март 2013 г. Гюндоган вкарва първия си гол за Германия в квалификационен мач за Световното първенство по футбол 2014 срещу Казахстан на Grundig Stadion в Нюрнберг с резултат 4–1. Той отбелязва втория си гол в следващия си мач, приятелски на 14 август на Fritz-Walter-Stadion в Кайзерслаутерн, когато Германия успява от 2-0 да достигне до равенство 3-3 срещу Парагвай. Въпреки това, той е изваден с нараняване на гърба, което го изключва за следващата година и го принуждава да пропусне Световното първенство през 2014 г., което Германия успява да спечели.
Гюндоган се завръща в международния футбол на 25 март 2015 г. при равенство 2-2 с Австралия в приятелски мач. Той участва в квалификационната кампания за Евро 2016, отбелязвайки при победа със 7-0 като гост над Гибралтар на 14 юни 2015 г. и победа с 3-2 срещу Шотландия в Хемпдън Парк на 7 септември.
На 6 май 2016 г. е обявено, че Гюндоган няма да може да участва на Евро 2016 поради контузия. Той обаче е част от състава на отбора, обявен през юни 2018 г., за Световното първенство през 2018 г. в Русия. На 19 май 2021 г. той е избран в отбора за Евро 2020.
На 10 ноември 2022 г. Гюндоган е включен в състава от 26 човека за Световното първенство по футбол през 2022 г. в Катар.

## Стил на игра
Известен със своята визия, атлетизъм и лидерство, Гюндоган често е смятан за един от най-добрите полузащитници в световния футбол.
Юрген Клоп, бивш треньор на Гюндоган в Борусия Дортмунд, описва Гюндоган като „интелигентен и завършен полузащитник с много силни страни“. Въпреки че Гюндоган има труден старт в Дортмунд, където той признава, че „нещата не са се развили толкова добре, колкото си мислех“, неговото „желание да се учи“ и „страхотно отношение“, според Клоп, му позволяват да играе централна роля в по-късната му кариера в клуба в дълбоката роля на плеймейкър. Той успява да се впише в „експлозивния“ стил на Дортмунд „чрез комбиниране на креативност и изключителни пасове с необходимите дефанзивни качества и неуморна енергия“. В ранните си години Гюндоган често е използван като широк полузащитник, но по-късно се утвърждава в по-централна роля в Дортмунд. Относно тази смяна на позицията, той коментира: „Стигнах до извода, че да играя широко не е моята сила. Чувствам се добре като играя като дефанзивен или централен полузащитник, но също така вярвам, че мога да се справя като плеймейкър.“ В профил на УЕФА от 2016 г., Филип Рьобер също отбелязва, че Гюндоган „се отличава в отбори, базирани на притежание на топката и може да диктува темпото на страна“.
В Манчестър Сити, Гюндоган е разположен на различни позиции в полузащитата, включително в ролята на задържане. Въпреки че не е статистически толкова продуктивен, колкото другите му съотборници в полузащитата, особено по отношение на броя голове и асистенции, той получава похвали в медиите за способността си да разпространява притежание и да създава пространство за други играчи. През цялата си кариера Гюндоган често се бори с контузии.

## Личен живот
Гюндоган е практикуващ мюсюлманин. Той се жени за Сара Арфауи през 2022 г. и имат едно дете. Братовчедката на Гюндоган Наз Айдемир е волейболистка.
През май 2018 г. Гюндоган се среща с турския президент Реджеп Тайип Ердоган в Лондон, заедно с Месут Йозил и Дженк Тосун, други двама базирани в Англия, родени в Германия играчи от турски произход. Гюндоган е критикуван, че нарича Ердоган „моя президент“, въпреки че не е гражданин на Турция. Инцидентът предизвиква политическа полемика в Германия и Гюндоган е подиграван от немски фенове, когато играе за националния отбор седмици по-късно.

## Успехи
Борусия (Дортмунд)
- Шампион на Германия (1): 2011 – 12
- Купа на Германия (1): 2011 – 12
Финалист (1): 2014 – 2015
- Суперкупа на Германия (1): 2013
- Шампионска лига (1, финалист): 2012 – 2013

Манчестър Сити
- Шампион на Англия (5): 2017 – 18, 2018 – 19, 2020 – 21, 2021 – 22, 2022 – 23
- Купа на Англия (2): 2018 – 19, 2022 – 23
- Купа на лигата (4): 2017 – 18, 2018 – 19, 2019 – 20, 2020 – 21
- Къмюнити Шийлд (2): 2018, 2019
- Шампионска лига (1): 2022 – 23
Финалист (1): 2020 – 2021